# Comté de Payne
Pour les articles homonymes, voir Payne.
Le comté de Payne est un comté situé dans l'État de l'Oklahoma aux États-Unis. Le siège du comté est Stillwater. Selon le recensement de 2000, sa population est de 68 190 habitants mais la population est estimée en 2006 à 73 818 habitants. Le comté a été fondé en 1907 et doit son nom à David L. Payne, soldat et pionnier américain.

## Comtés adjacents
- Comté de Noble (nord)
- Comté de Pawnee (nord-est)
- Comté de Creek (est)
- Comté de Lincoln (sud)
- Comté de Logan (sud-ouest)

## Principales villes
- Cushing
- Glencoe
- Perkins
- Ripley
- Stillwater
- Yale